# Constantine Phipps (3e marquis de Normanby)
Constantine Charles Henry Phipps, 3e marquis de Normanby (29 août 1846 - 25 août 1932) est un chanoine de Windsor de 1891 à 1907.

## Famille
Il est né le 29 août 1846, le fils aîné de George Phipps, 2e marquis de Normanby et Laura Russell.
À la mort de son père, le 3 avril 1890, il devient marquis de Normanby, après avoir été titré comte de Mulgrave.
Le 30 décembre 1903, il épouse Gertrude Stansfeld Foster fille de Johnston Jonas Foster, de Moor Park, Ludlow, Shropshire. Ils ont :
- Katharine Phipps (née le 7 janvier 1905, décédée en 1960), mariée à Roy Amon Harding
- (Gertrude) Elizabeth Phipps (née le 30 avril 1908, décédée en 1985), mariée à l'amiral William Davis
- Oswald Phipps (4e marquis de Normanby) (29 juillet 1912-30 janvier 1994)

Il est remplacé par son fils Oswald Phipps, 4e marquis de Normanby. Sa veuve est décédée le 12 mars 1948.

## Carrière
Il fait ses études à l'Université de Durham et obtient une maîtrise. Il est ordonné par l'archevêque d'York en 1870. En plus de ses fonctions ecclésiastiques, il est également lieutenant-colonel du North Riding Volunteer Regiment.
Il est ensuite nommé :
- Assistant curé à Lythe, 1871
- Vicaire de Worsley avec Ellenbrook Chapel, Lancashire, 1872-1890
- Commissaire du diocèse anglican de New Westminster, 1879-1897
- Aumônier de l'église All Saints, San Remo, Italie, 1884-1893
- Aumônier de l'archevêque d'York, 1891-1897
- Aumônier des lecteurs laïcs de York, 1910

Il est nommé à la neuvième stalle de la Chapelle Saint-Georges de Windsor en 1891, poste qu'il occupe jusqu'à sa démission en 1907.